# Đình Thông Tây Hội

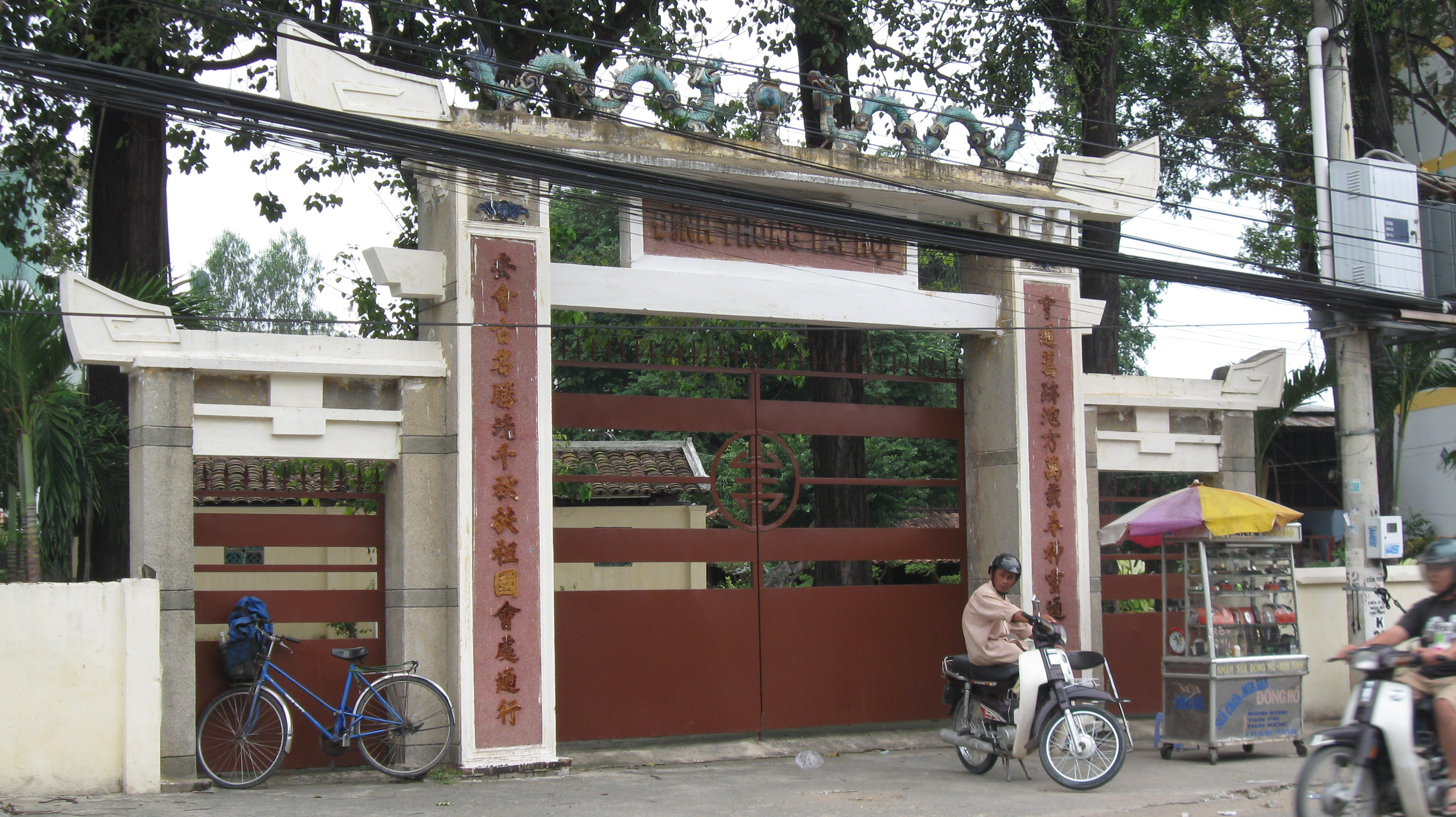
Cổng đình Thông Tây Hội ngày nay

Đình Thông Tây Hội, trước năm 1944 có tên đình Hanh Thông Tây là một ngôi đình cổ ở Gò Vấp. Đình được xây dựng vào khoảng năm 1679, ngày nay đình còn được biết tới như là ngôi đình cổ nhất của vùng đất Gia Định xưa và của cả miền đất phương Nam còn tồn tại. Đình Thông Tây Hội là nguồn tư liệu phong phú về cư dân vùng Gò Vấp, một vùng đất ra đời tương đối sớm đối với Sài Gòn - Gia Định. Với giá trị kiến trúc nghệ thuật, lịch sử, xã hội, đình được Bộ Văn hóa Thông tin công nhận là di tích kiến trúc nghệ thuật văn hóa lịch sử cấp quốc gia năm 1998.

## Kiến trúc

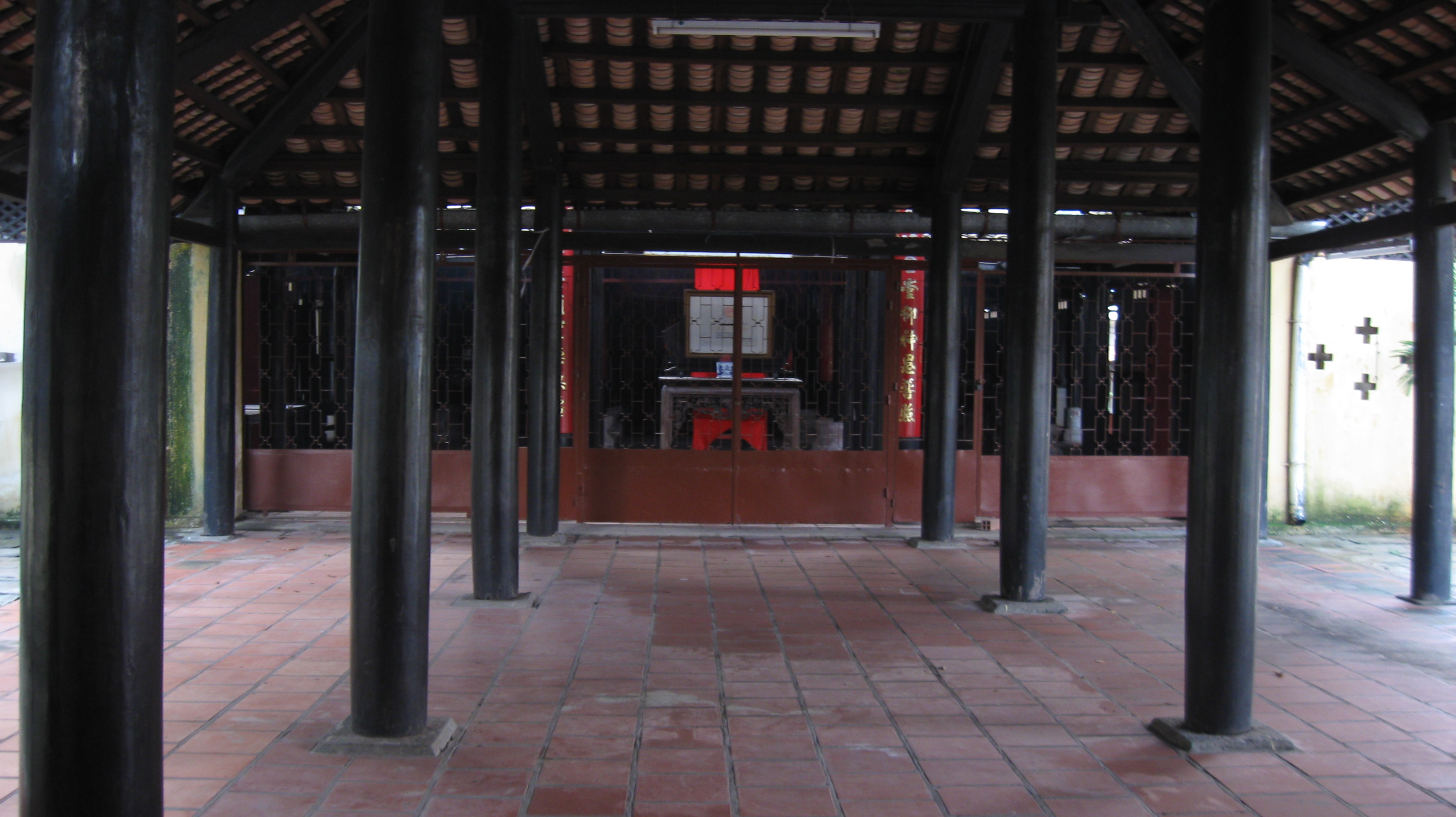
Lối vào chính điện

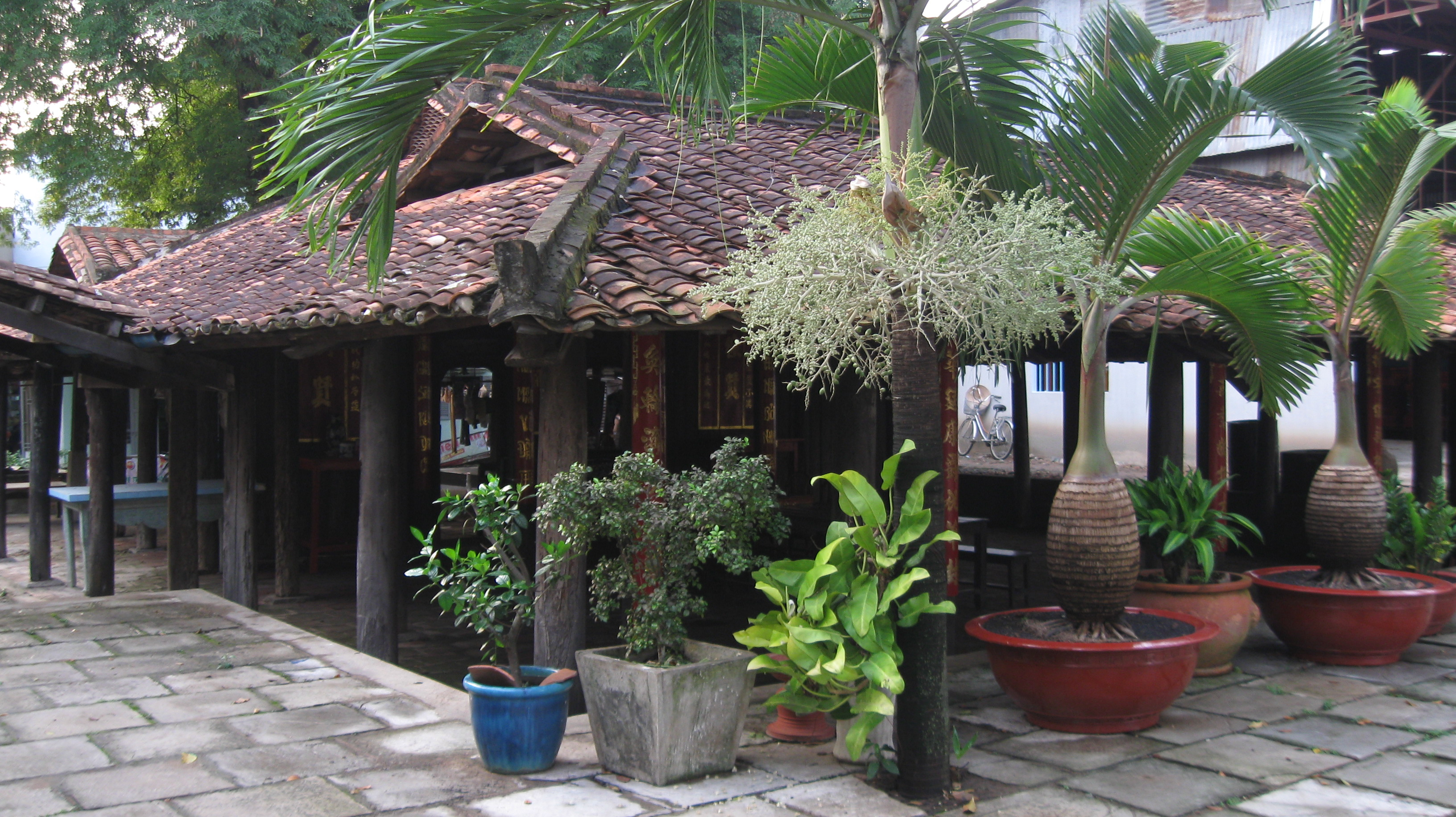
Nhà hội sở

## Thờ cúng

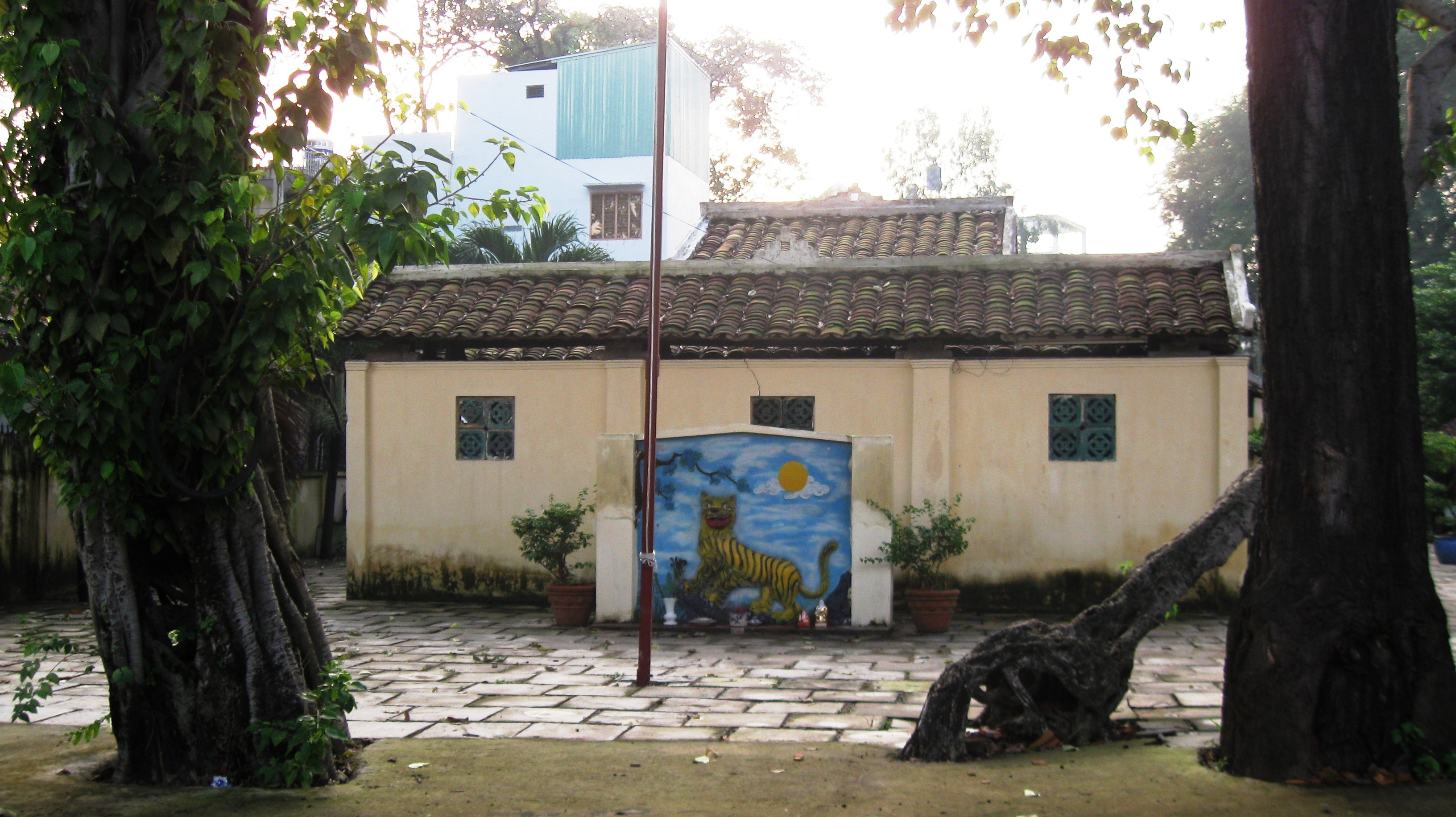
Bia ông Hổ